# Aggettivo dimostrativo
Gli aggettivi dimostrativi indicano la posizione di una persona o di una cosa nello spazio, nel tempo e nel discorso, rispetto a chi parla o a chi ascolta. Ciò che viene indicato è quindi riconoscibile a partire dal contesto (vedi deissi).
| Singolare     | Singolare | Plurale       | Plurale   |
| ------------- | --------- | ------------- | --------- |
| Maschile      | Femminile | Maschile      | Femminile |
| questo        | questa    | questi        | queste    |
| codesto       | codesta   | codesti       | codeste   |
| quello / quel | quella    | quegli / quei | quelle    |

Vengono usati in italiano soprattutto questo e quello. Come messo in evidenza nella tabella, quello si adatta per forma alla parola similmente all'articolo: quello stupido, ma quell'armadio, quel bambino, quegli zoo, quei bambini. Differisce quindi per forma dal pronome dimostrativo corrispondente (mi piace quello, mi piacciono quelli).

## In riferimento allo spazio
- questo (-a, -i, -e) indica qualcuno o qualcosa vicino a chi parla:
  - Ho letto questo libro;
- codesto (-a, -i, -e) indica qualcuno o qualcosa vicino a chi ascolta:
  - Mi passi codesta tazza?
- quello (-a, quegli, -e) indica qualcuno o qualcosa lontano da chi parla e da chi ascolta:
  - Guarda quell'aquila che plana nell'azzurro.

In riferimento allo spazio gli aggettivi e i pronomi dimostrativi questo, codesto e  quello possono essere rafforzati dagli avverbi qui/qua, costì/costà lì/là; si tratta di francesismi oramai diffusi nella lingua comune.
Ora sto andando in quel negozio lì.
Questo qui è proprio il libro che volevo comprarmi.
La differenza tra questo, codesto e quello ricalca quindi quella che ritroviamo tra qui, costì e  lì. Oggigiorno viene usato codesto nel parlato in Toscana oppure, spesso, in modo sbagliato, per dare al discorso un'impronta aulica o come toscanismo arcaico, in sostituzione di questo o quello mentre correttamente dovrebbe essere usato in contrapposizione e soltanto quando l'oggetto del discorso è vicino o in prossimità di colui a cui si sta parlando. Il termine codesto, di uso toscano, viene usato soprattutto in italiano letterario. Possiamo dire che questo indica il vicino, invece, quello indica il lontano.
Da una parte, è vero che il toscano non è l'unico dialetto a conoscere tre forme di aggettivo dimostrativo, dato che anche in diverse varietà dell'Italia del sud si distingue tra i tipi chisto, chisso e chillo (questo, codesto, quello) e nell'Italia centrale (il maceratese quistu, quissu e quillu). Comunque, il tipo di deissi dell'italiano standard usato correntemente si basa solo sull'opposizione tra vicino e lontano rispetto al parlante. 
Alcuni esempi per codesto:
- Allora leggiamolo codesto bigliettino. Cosa tergiversi? (Il bigliettino è nelle mani della moglie del Necchi; Amici miei - Atto IIº).
- "E tu che se' costì, anima viva, pàrtiti da cotesti che son morti" Caronte che si rivolge a Dante Alighieri, Inferno, Divina Commedia.
- È mai possibile o porco di un cane | che le avventure in codesto reame | debban risolversi tutte con grandi puttane. Fabrizio De André (da Carlo Martello ritorna dalla battaglia di Poitiers, n.° 10) - Impiego improprio, motivato da necessità stilistiche particolari[senza fonte].

## In riferimento al tempo
- questo indica che il tempo cui si riferisce è vicino:
  - Ricorderò a lungo questo giorno;
- quello indica che il tempo cui si riferisce è lontano:
  - A quei tempi tutto era difficile

## In riferimento al discorso
- questo indica qualcosa di cui si sta per parlare o di cui si è parlato da poco:
  - Ascolta questi consigli...
- quello richiama, invece, qualcosa che è stato già detto:
  - Quelle parole mi sono rimaste in mente

## Stesso, medesimo, tale
Tra gli aggettivi dimostrativi, di solito, vengono inseriti anche stesso e medesimo, che sono più propriamente detti aggettivi identificativi. Essi indicano identità o uguaglianza tra persone animali o cose. 
Hanno il significato di uguale, identico:
Frequentiamo gli stessi (= identici) amici.
Marco racconta sempre le medesime (= identiche) barzellette.
A volte stesso e medesimo vengono usati per rafforzare il nome cui si riferiscono e significano perfino, proprio lui in persona:
Io stesso (= perfino io) sono rimasto sorpreso.
L'allenatore stesso (= l'allenatore in persona) si è congratulato con me.
Anche tale viene considerato aggettivo dimostrativo, quando è usato con il significato di "quello": in tal modo, in tale occasione, ecc.; inoltre esso sostituisce sempre più spesso altri aggettivi dimostrativi, quali: simile, siffatto, cosiffatto, cotale, ecc.
Tale ha una sola forma per il singolare (tale, tal) e una per il plurale (tali), senza distinzioni di genere:
Tale atteggiamento è riprovevole.
Tali errori sono inaccettabili.

## Funzione dell'articolo determinativo
L'articolo determinativo può avere funzione di aggettivo dimostrativo:
Entro l'anno (= quest'anno) finirà la crisi.
Non conosco il tipo (= questo tipo).